# The Entrance (Nouvelle-Galles du Sud)
 (mars 2025).
Si vous disposez d'ouvrages ou d'articles de référence ou si vous connaissez des sites web de qualité traitant du thème abordé ici, merci de compléter l'article en donnant les références utiles à sa vérifiabilité et en les liant à la section « Notes et références ».
The Entrance est un quartier côtier de la Côte centrale de la Nouvelle-Galles du Sud. Il a une population de 4 244 habitants.
The Entrance est située à environ 107 km au nord-nord-est du centre d'affaires de Sydney et à 23 km au nord-est de Gosford.
The Entrance est une destination touristique populaire.